# Джемшиды
Джемши́ды, джамши́ды (самоназвание — джамшиди, дари جمشیدی) — один из ираноязычных народов, населяющий северо-запад Афганистана и северо-восток провинции Хорасан Исламской Республики Иран. Общая численность — около 140 тыс. человек. Говорят на дари и диалекте джемшиди таджикского языка. Входят в состав группы народов чараймаки. Джемшиды исповедуют ислам суннитского толка (Рахимов 1999: 160).
В Афганистане их официально считают говорами языка дари, и в переписях, по политике ассимиляции джемшидов записывают таджиками.

## Происхождение
В этногенезе чараймаков и собственно джемшидов участвовали монгольские, тюркские и иранские народы. Согласно мнению ряда исследователей, входят в число чараймакских племён, имеющих монгольское происхождение. Исследователи отмечают, что характерным для джемшидов является наличие сильного тюркско-монгольского суперстрата.
Существует предание, что джемшиды происходят от легендарного Арийского царя Джемшида. Однако джемшиды включаются в состав чараймаков, и сами противопоставляют себя другим индоевропейцам (Мошкало 1997: 230).

## Расселение
Джемшиды проживают на северо-западе Афганистана (плато Бадгис к северу от Гератского оазиса) и в Иране (северо-восток Хорасана). Небольшая группа живёт в Туркмении (Рахимов 1999: 161). Основное поселение джемшидов в Туркмении Чаман-и бид.

## Быт
Сохраняют пережитки родо-племенного деления. Брак патрилокальный, счёт родства патрилинейный. Сохраняется музыкальный и танцевальный фольклор. Популярны конные скачки. Основная пища — хлеб и молочные продукты (Семенов 1923: 168).

## Занятие
Основное традиционное занятие — полукочевое скотоводство (овцы, в том числе курдючные и каракулевые, а также козы, верблюды, лошади), сочетающееся преимущественно с богарным пашенным земледелием (пшеница, ячмень, люцерна, клевер, хлопок, бахчевые). Развиты прядение, ткачество, обработка и выделка кож, бурдюков (Рахимов 1999: 160).

## Жилища
Летнее жилище (чаппари) — шатры или палатки. Джемшиды селятся также в землянках, зимой — в глинобитных жилищах, у богатых — с купольным или двускатным перекрытием (Семенов 1923: 171).

## Одежда
Традиционная мужская одежда — рубаха и штаны из хлопчатобумажной ткани, чёрная, вышитая позументом безрукавка, перстни, иногда серьги в одном ухе, женская — белые или цветные шаровары, рубаха, покрывало, кольца, серьги, широкие парные браслеты, головные украшения с подвесками, ожерелье из рупий, носовое украшение в виде розетки (Гафферберг 1935: 95).